# Corine Vlek-de Wit
Corine Vlek-de Wit is een voormalig Nederlands softballer.
Vlek kwam als achtervanger tot en met 1971 uit voor het eerste damesteam van Onze Gezellen uit Haarlem. In 1972 maakte ze de overstap naar Bloemendaal. Ze was tevens van 1970 tot en met 1973 international van het Nederlands damessoftbalteam. Bij het Nederlands Team speelde ze als buitenvelder. Momenteel werkt Vlek als docent in het basisonderwijs.